# Linepithema iniquum
Linepithema iniquum är en myrart som först beskrevs av Mayr 1870.  Linepithema iniquum ingår i släktet Linepithema och familjen myror.

## Underarter
Arten delas in i följande underarter:
- L. i. bicolor
- L. i. iniquum
- L. i. nigellum
- L. i. succineum

## Bildgalleri

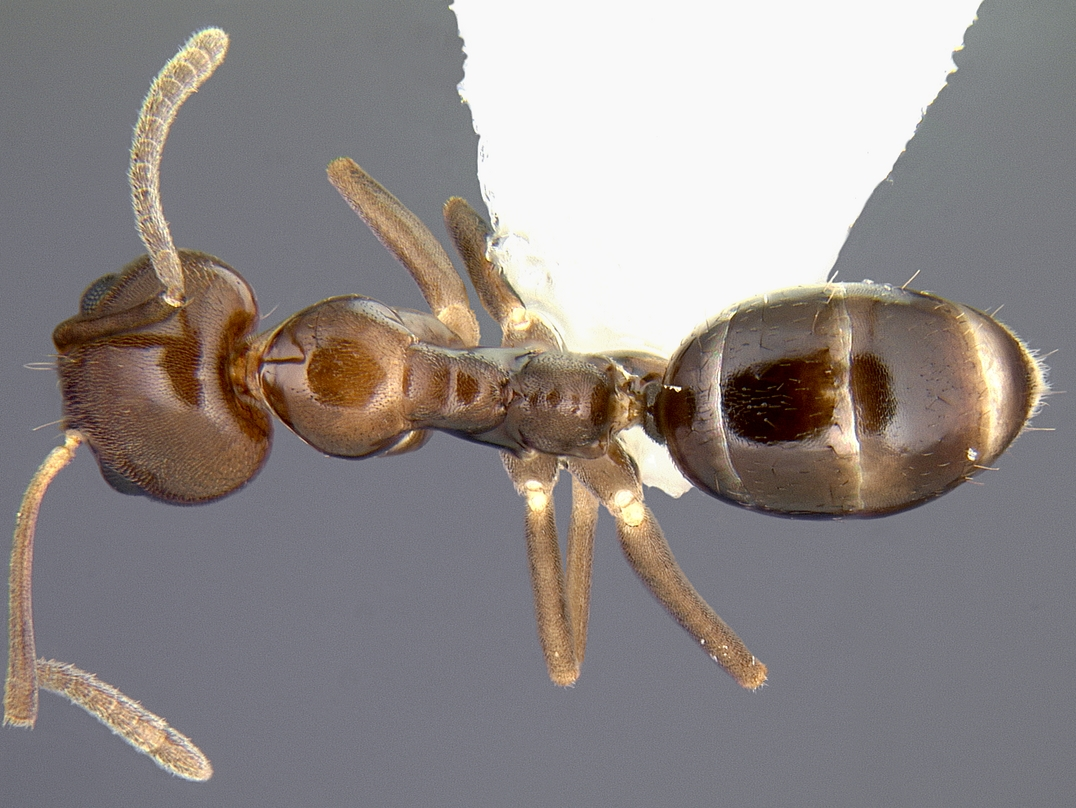
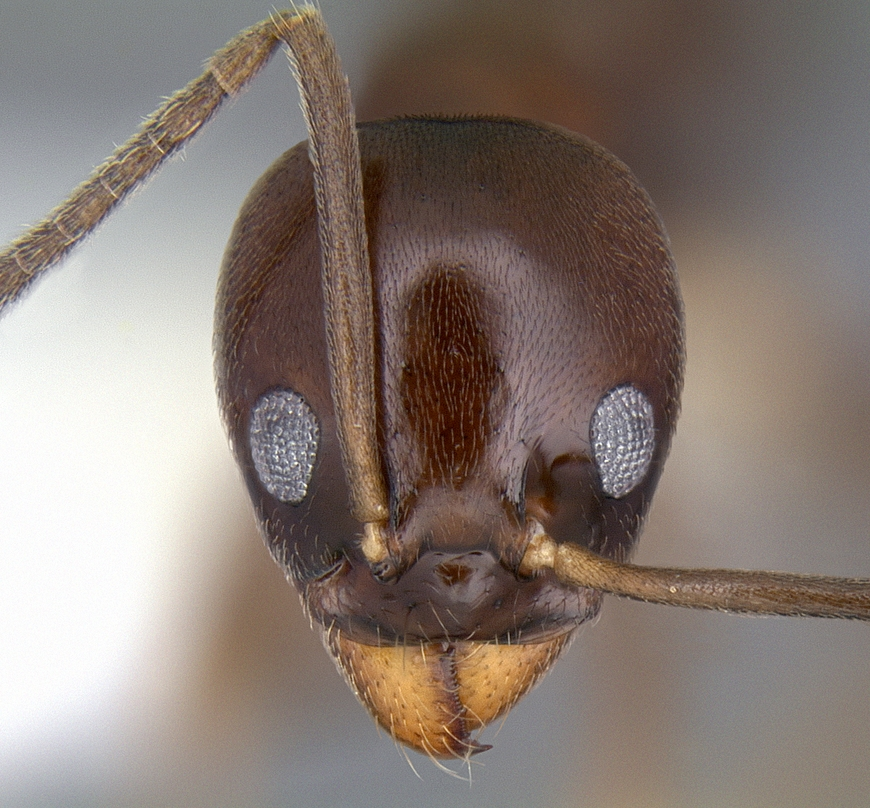
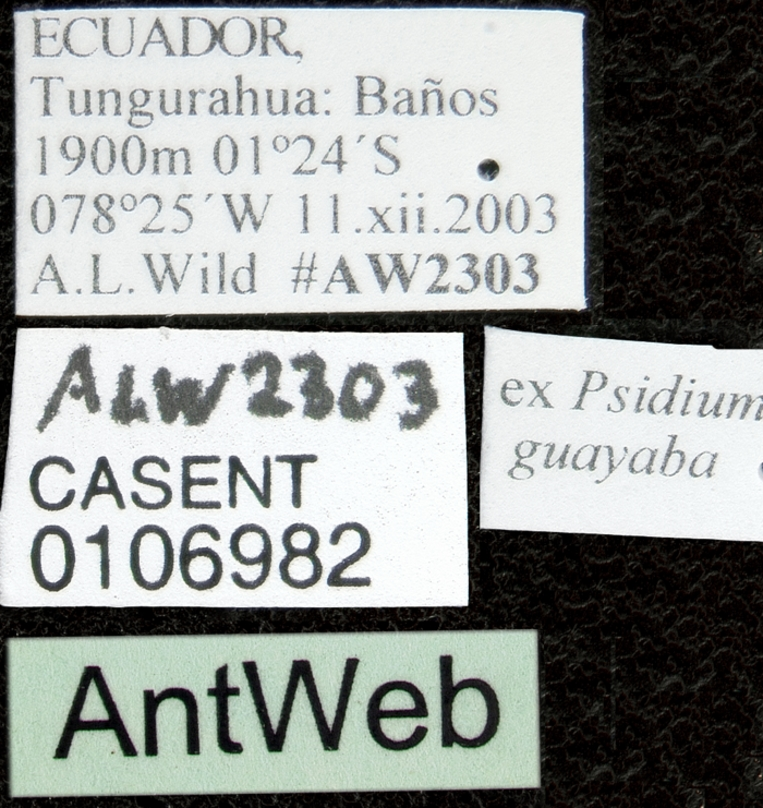
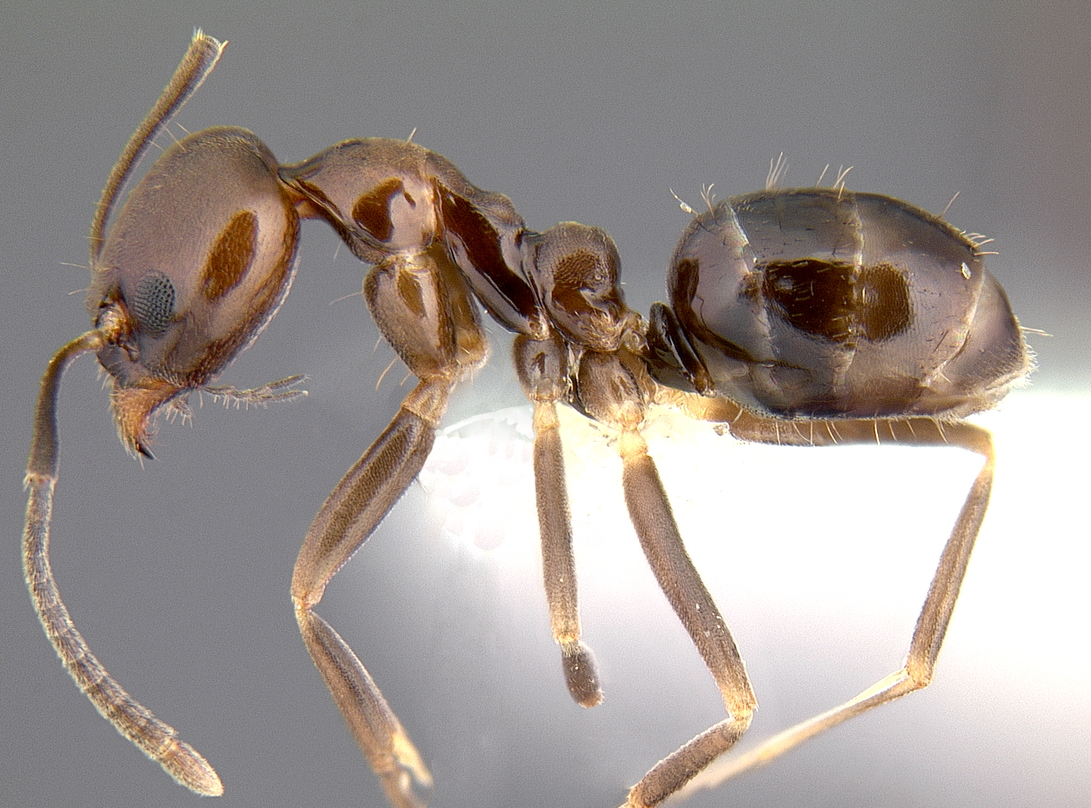